# Selandiense
| Era Eratema | Periodo Sistema | Época Serie | Edad Piso                | Inicio, en millones de años |
| ----------- | --------------- | ----------- | ------------------------ | --------------------------- |
| Cenozoico   | Cuaternario     | Cuaternario | Cuaternario              | 2,588                       |
| Cenozoico   | Neógeno         | Neógeno     | Neógeno                  | 23,04                       |
| Cenozoico   | Paleógeno       | Oligoceno   | Chattiense Chattiano     | 27,3                        |
| Cenozoico   | Paleógeno       | Oligoceno   | Rupeliense Rupeliano     | 33,9                        |
| Cenozoico   | Paleógeno       | Eoceno      | Priaboniense Priaboniano | 37,71                       |
| Cenozoico   | Paleógeno       | Eoceno      | Bartoniense Bartoniano   | 41,03                       |
| Cenozoico   | Paleógeno       | Eoceno      | Luteciense Lutetiano     | 48,07                       |
| Cenozoico   | Paleógeno       | Eoceno      | Ypresiense Ypresiano     | 56,00                       |
| Cenozoico   | Paleógeno       | Paleoceno   | Thanetiense Thanetiano   | 59,24                       |
| Cenozoico   | Paleógeno       | Paleoceno   | Selandiense Selandiano   | 61,66                       |
| Cenozoico   | Paleógeno       | Paleoceno   | Daniense Daniano         | 66,0                        |

El Selandiense o Selandiano es el segundo piso y edad del Paleoceno en la escala temporal geológica. Sucede al Daniense y precede al Thanetiense. Se inició hace unos 61,66 millones de años y terminó hace unos 59,24 millones de años.
El Selandiense fue introducido en la literatura científica por Alfred Rosenkrantz en 1924. Lleva el nombre de la isla danesa de Selandia.

## Sección estratotipo y punto de límite global (GSSP)
La sección estratotipo y punto de límite global (GSSP) para la base del Thanetiense se encuentra en la sección de Zumaya, en la playa de Itzurun (Geoparque de la Costa Vasca, País Vasco, España). Se caracteriza por estar cerca del límite entre las biozonas NP4 y NP5 y situarse poco después de las primeras apariciones de muchas especies de nanoplancton calcáreo del género  Fasciculithus  ( F. ulii ,  F. billii ,  F. janii ,  F. involutus ,  F. tympaniformis  y  F. pileatus ) y cerca de la primera aparición de la especie Neochiastozygus perfectus. En la localidad tipo original en Dinamarca la base del Selandiense era una discordancia, lo que implica una discontinuidad del registro geológico que la invalidaba como localidad de referencia. El piso y el GSSP fueron aprobados por la Comisión Internacional de Estratigrafía y, posteriormente, ratificados por la Unión Internacional de Ciencias Geológicas en septiembre de 2008.
El techo del Thanetiense se define por el GSSP de la base del Thanetiense, que se caracteriza por el inicio del cron C26n.

## Correlaciones
El piso Selandiense se solapa con la parte inferior de la edad mamífero de América del Norte Tiffaniano, así como con el Tiupampense, Peligrense e Itaboraiense inferior de las edades mamífero de América del Sur y con parte del Nongshaniense en la Edad mamífero de Asia. Es coetánea con la parte inferior del piso Wangerripiense de la escala regional de Australia.

## Fauna y flora
La fauna del Selandiense consistía en serpientes gigantes (Titanoboa), cocodrilos (Crocodilia), Gastornithiformes Strigiformes; mientras que la fauna de mamíferos estaba compuesta por algunas formas de mamíferos arcaicos, como multituberculados, mesoniquios, pantodontos y plesiadapiformes, estos últimos emparentados estrechamente con los primates.
La flora estaba compuesta por helechos, angiospermas, y palmeras.